# 華章控股
華章科技控股有限公司，簡稱華章科技控股，以及華章科技（英語：Huazhang Technology Holding Limited，港交所：1673），於1996年由朱根榮（主席）等人，於杭州市（總部）創立名為「杭州华章电气工程有限公司」。
業務為主要經營、生產及銷售各種機械產品。
招股價為1.2港元，配售為6,800萬股新股，集資8,160萬港元，股份則在2013年5月16日於港交所創業板上市，當時代碼為8276.HK。
2015年1月5日，於港交所轉往主板上市。

## 連結
- hzeg.com （页面存档备份，存于）